# Klasik TV

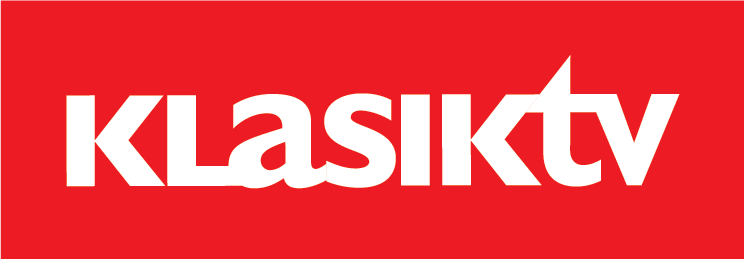

Klasik TV是克罗地亚的一個24小時電影頻道，由Televizija Classicum d.o.o.於2010年推出。該頻道播放南斯拉夫的電影，在克罗地亚、波斯尼亚和黑塞哥维那、蒙特內哥羅、北馬其頓、塞尔维亚和斯洛文尼亚均有播出。